# Magda Żuk
Magdalena Krakowska (ur. 17 maja 1961 w Iławie) – polska architekt i artystka.

## Życiorys
Urodziła się w Iławie. Szkołę podstawową i średnią (LO im. St Małachowskiego) ukończyła w Płocku. W latach 1981–1988 studiowała Architekturę na Politechnice Warszawskiej. Prowadziła własną działalność jako architekt i dekorator wnętrz. Wyszła za mąż za Krzysztofa Krakowskiego. Dwoje dzieci.
Od 1982 r. związana ze Studiem Piosenki w Klubie Park. W 1983 została jedną z laureatek Jarmarku Piosenki, będącego eliminacją warszawską do Studenckiego Festiwalu Piosenki w Krakowie. Na XIX SFP w Krakowie zdobyła III miejsce piosenką "Pana ciało". Od 1983 roku występowała w kabarecie „Pod Egidą” Jana Pietrzaka. Związana z kabaretem „Pod Egidą” głównie w latach 1983–1990 (aż do 2007 – występ z okazji 40-lecia kabaretu „Pod Egidą” w Teatrze Polskim w Warszawie).
Uczestniczka festiwalu FAMA w Świnoujściu, warsztatów kabaretowych Zenona Laskowika w Łazach oraz festiwalu Łódźstok w latach 1983–1987.
Od 1984 występowała z własnym programem piosenek literackich i kabaretowych. Autorami tekstów są: Jonasz Kofta, Stanisław Klawe, Jacek Janczarski, Grzegorz Tomczak, Agnieszka Osiecka, Jan Kazimierz Siwek, Piotr Bukartyk, Marek Grala, Krzysztof Maria Sieniawski, Stanisław Zygmunt, Tomasz Olszewski, Jan Jakub Należyty, Mateusz Stryjecki, Zbigniew Rutkowski i inni. Autorzy kompozycji to: Tadeusz Prejzner, Janusz Bogacki, Jerzy Derfel, Włodzimierz Korcz, Anna Prejzner, Piotr Łajeczko, Marek Majewski i inni.
W latach 1986–1987 współtworzyła kabaret „Pod Okiem”, działający w Ośrodku Kultury Ochoty wraz z Kazimierzem Kaczorem, Piotrem Machalicą, Zbigniewem Zamachowskim, Sławomirem Orzechowskim oraz Barbarą Dziekan. Autorami tekstów i monologów byli Stanisław Klawe i Marek Ławrynowicz. Występy w POSK Londyn w 1987 r.
W 1995 wydała płytę „Najbliżej i najdalej” z własnymi tekstami, z muzyką Andrzeja Rejmana.
W latach 2000–2006 występowała „Pod Harendą” na Scenie Kabaretowej Artura Andrusa, oraz w Tarasowych Spotkaniach Kabaretowych prowadzonych przez Grzegorza Porowskiego oraz Stanisława Klawe.
W 2005 ukazała się jej książka „Jaskółki nad głową” pod nazwiskiem Magdalena Żuk, a w 2015 – „Szklane oczy” pod nazwiskiem Magdalena Krakowska (obie z autorskimi ilustracjami).
Mieszka w Warszawie i Melbourne, występując dla Polonii (Polish Festival XI.2015, Pol-Art XII. 2015, Polish Festival XI.2016 i Polish Festival XI.2017) oraz współpracując z Tygodnikiem Polskim.
W 2016 założyła zespół „3 Laetare”, który występował na głównych scenach Polonii australijskiej: Canberra, Melbourne i Sydney.
w 2017 roku, wraz z Anią Massetti (kompozytorką) zdobyła Nagrodę Specjalną w konkursie International Kościuszko Bicentenary Competion za piosenkę pod tytułem „Insurekcja” (sł. Magdalena Krakowska, muz. Ania Massetti). Wystąpiła w Art Centre w Melbourne na uroczystości z okazji rocznicy uchwalenia Konstytucji 3 maja.
W czerwcu 2018 roku wzięła udział w II Polonijnym Festiwalu Piosenki Polskiej w Opolu zdobywając wyróżnienie honorowe. Koncert finałowy odbył się w Teatrze im Jana Kochanowskiego w Opolu.
W 2018 roku wydała CD "Królestwo Jego". W pracy nad płytą udział wzięli: Ania Massetti (kompozycje, piano), Magdalena Krakowska (teksty, śpiew) i Krzysztof Krakowski (gitary, mastering).

## Dyskografia
- 1989: Pana ciało, Pomaton 1989, kaseta
- 1995: Najbliżej i najdalej, A-Studio Autorskie 1995 CD
- 2018: Królestwo Jego, KrakowskiStudio 2018 CD